# Carlos Castelo Branco (remador)
Carlos Castelo Branco (Rio de Janeiro, 1898 — , ) foi um remador  e jogador de polo aquático brasileiro.
Era atleta do Clube de Regatas Boqueirão do Passeio.
Foi aos Jogos Olímpicos de Verão de 1924 em Paris, na competição de remo, juntamente com o irmão Edmundo Castelo Branco, no barco duplo skiff e chegaram em quarto lugar. Os dois atletas se inscreveram por conta própria naquela edição dos Jogos Olímpicos, o que na época era permitido. A delegação brasileira era composta, basicamente, por praticantes do atletismo, financiados pela Federação Paulista de Atletismo.
Participou dos Jogos Olímpicos de Verão de 1932 em Los Angeles, no polo aquático.